# Kiyoshi Tanimoto
Kiyoshi Tanimoto (27 juin 1909 - 28 septembre 1986) est un pasteur méthodiste japonais.
Il avait fait ses études aux États-Unis. Survivant du bombardement d'Hiroshima en août 1945, il dirigea le mouvement national de soutien aux victimes.